# 母と娘 (2000年の映画)
「母と娘」（ははとこ、Anak）は、2000年のフィリピン映画。タガログ語、カラードルビー120分。
キャッチコピー：「遠く離れていても、子どもへの愛はかわらない。」
1970年代のフィリピンを舞台に家族の崩壊と再生するまでを描くヒューマンドラマ。70年代に世界的にヒットしたフレディー・アギラの歌「アナック」を元にした作品。
アジアフォーカス福岡国際映画祭2001、2001東京国際女性映画祭招待作品。

## 内容
家計を助けるために苦労に苦労を重ね、家族と離れ離れになって香港で家政婦として働く女性がやっとの思いでマニラに帰国した時には一家は荒んでいた。子供たちとの間に6年の歳月はあまりに残酷な現実だった。長女は荒れた生活をしていて母親を許していなかった。

## スタッフ
- 監督：ロリー・B・キントス（英語版）
- 脚本：リッキー・リー（英語版）、レイモンド・リー
- 音楽：ジェシー・ラサテン
- 主題歌：「アナック」シャロン・クネータ（英語版）

## キャスト
- ヴィルマ・サントス（タガログ語版）：母親ジョシー
- クラウディン・バレット（タガログ語版）：長女カーラ
- バロン・ゲイスラー（英語版）：長男マイケル
- ジョエル・トレ（タガログ語版）：父親ルディ